# باول هنري ليكومت
باول هنري ليكومت (بالفرنسية: Paul Lecomte)‏ هو عالم نبات فرنسي، ولد في 8 يناير 1856 في فوج في فرنسا، وتوفي في 12 يونيو 1934 في باريس في فرنسا.